# École présidentielle des cadets de Sébastopol

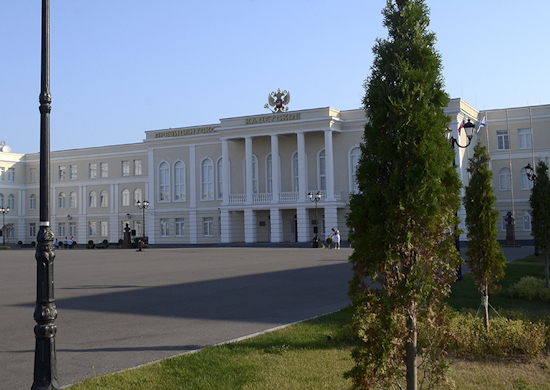
Façade d'honneur.

L'école présidentielle des cadets de Sébastopol (Севастопольское президентское кадетское училище) est un établissement d'enseignement secondaire sous forme d'internat situé à Sébastopol. Sa mission est de donner un enseignement général et un enseignement militaire, ainsi qu'un entraînement militaire naval à des garçons de 10 à 18 ans. L'établissement est placé sous l'autorité du ministère de la Défense de la fédération de Russie.
C'est une filiale depuis 2016 de l'école navale Nakhimov de Saint-Pétersbourg.

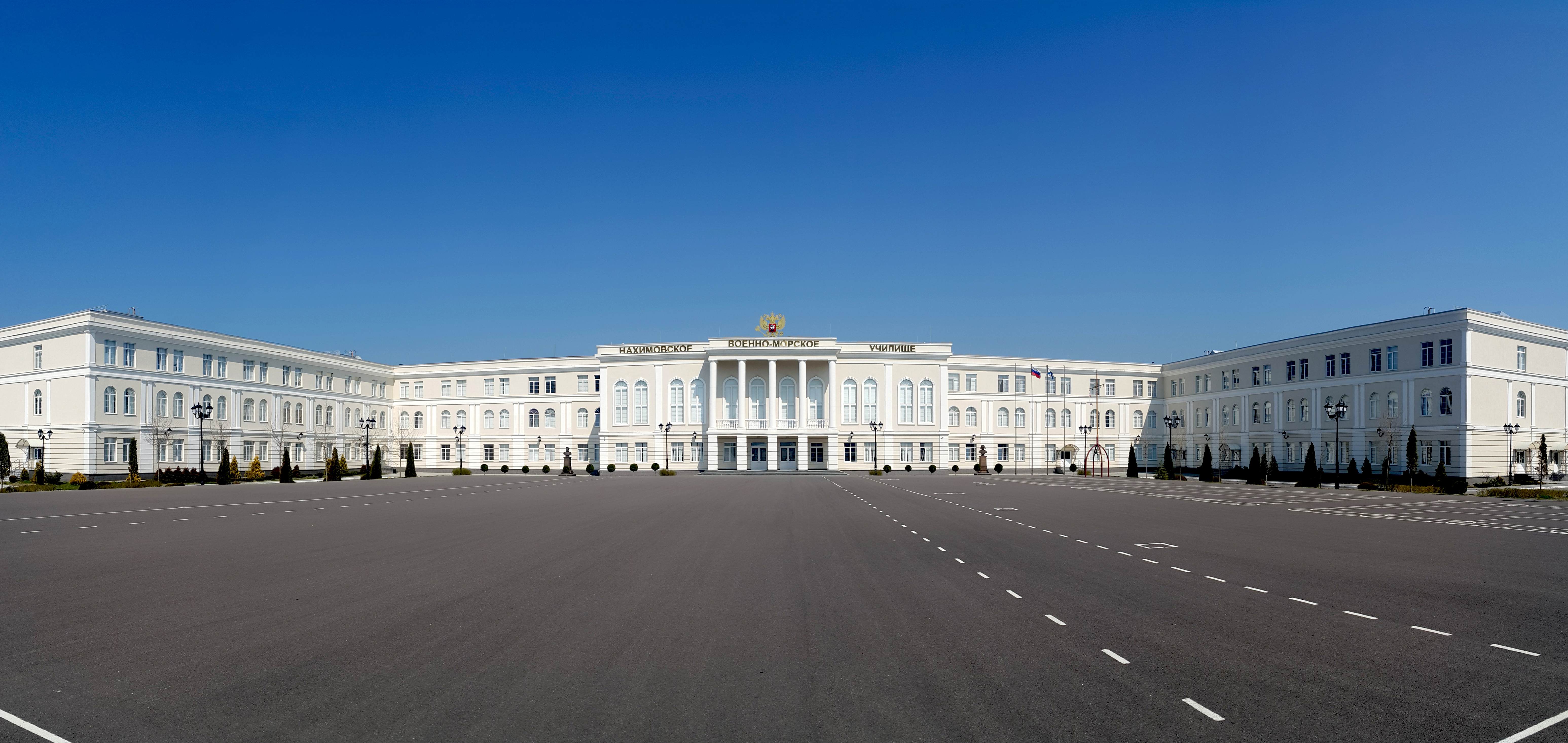
Vue de l'école des cadets de Sébastopol.

## Histoire

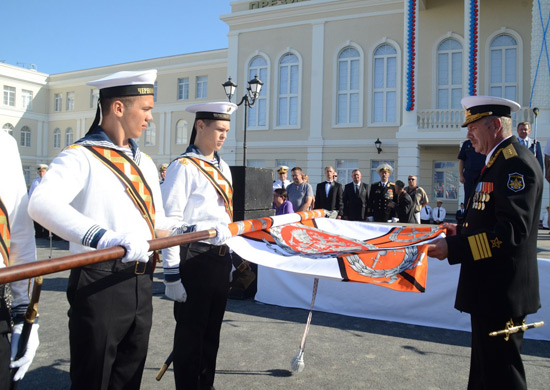
Remise de la bannière.

Le ministre de la Défense de la fédération de Russie, Sergueï Choïgou, s'adresse au président Vladimir Poutine, le 20 mars 2014 (après le rattachement à la Crimée à la Fédération de Russie), afin d'ouvrir une école secondaire navale à Sébastopol. La question est renvoyéeau gouvernement. qui prend la décision le 6 juin 2014 de la formation de cette école.
Le premier chef d'établissement est nommé en la personne du contre-amiral Vitali Mikhaïlov. Le processus éducatif commence le 1er septembre 2014. Les classes de préparation navale commencent en 2015 dans la perspective d'ouvrir des classes de pratique de navigation et de construction navale.
En 2016, par décret présidentiel du 19 février et par décision du  ministère de la Défense du 24 mars 2016, l'école devient filiale (ainsi que celle de Vladivostok) de l'école navale Nakhimov de Saint-Pétersbourg. Le 31 août 2016, le président Vladimir Poutine en visite à l'école présidentielle des cadets de Vladivostok confirme cette décision,,.

## Informations générales
La durée normative des études est de sept années à temps plein : de la 5e à la 11e année. Pour chaque année de cours, cent garçons sont recrutés, répartis en classes de 20 cadets. Pour étudier les langues étrangères, chaque classe est divisée en deux sous-groupes. 840 cadets étudient à l'école.

## Chefs d'établissement
- contre-amiral Vitali Mikhaïlov (2014-2015);
- capitaine de 1er rand Vladimir Piskaïkine (2015-2017);
- contre-amiral Alexandre Popov (2017-2023);
- contre-amiral Andreï Chichkine (2023 - aujourd'hui).

## Galerie
|                                                                                      |                                                                            |                                                    | |
| Le ministre de la Défense Sergueï Choïgou dans les murs de l'école, le 10 mars 2015. | Vladimir Poutine signe le décret de fondation de l'école, le 20 mars 2014. | Visite de la maquette de l'école, le 19 août 2014. | Le commandant de la Flotte de la mer Noire, Alexandre Vikto, décerne la bannière de l'école, le 1er septembre 2014. |